# Vitănești
Vitănești es una comuna ubicada en el distrito de Teleorman, Rumania.

## Superficie
Posee una superficie de 74,87 kilómetros cuadrados.

## Demografía
Hasta 2021 la población era de 2539 habitantes, con una densidad de población de 33,91 habitantes por kilómetro cuadrado.